# Caldas
Pour les articles homonymes, voir Caldas (homonymie).
Caldas est un département de la Colombie avec une population de 968 740 habitants et une superficie de 7 291 km2. Sa capitale est Manizales. Il fait partie de ce qu'on appelle el eje cafetero.

## Toponymie
Le département est nommé en l'honneur du scientifique et patriote colombien Francisco José de Caldas (1768 - 1816) qui, luttant pour l'indépendance de la Colombie, fut fusillé par le gouvernement loyaliste le 28 octobre 1816.

## Histoire

### Période précolombienne
À l'arrivée des conquistadores espagnols, le territoire de Caldas était occupé par les Carrapas et les Quimbayas.

### Période coloniale
La première expédition espagnole parvenue sur le territoire de Caldas est conduite par Jorge Robledo, Alvaro de Mendoza et Baltazar Maldonado, mandatés par Sebastián de Belalcázar au début du XVIe siècle.
La partie occidentale du département, dans la vallée du río Cauca, riche en or, est colonisée avec la fondation de Marmato (1536), Anserma (1539) et Supía (1540).

### XIXeetXXesiècles
Durant l'existence de la Confédération grenadine et des États-Unis de Colombie, le territoire de Caldas est partagé entre les États d'Antioquia, Cauca et Tolima.
Le département de Caldas est officiellement créé le 5 avril 1905 via la loi 17 de 1905.
En 1966, les départements de Quindío et Risaralda sont créés, diminuant d'autant le territoire du Caldas.

## Géographie

### Géographie physique

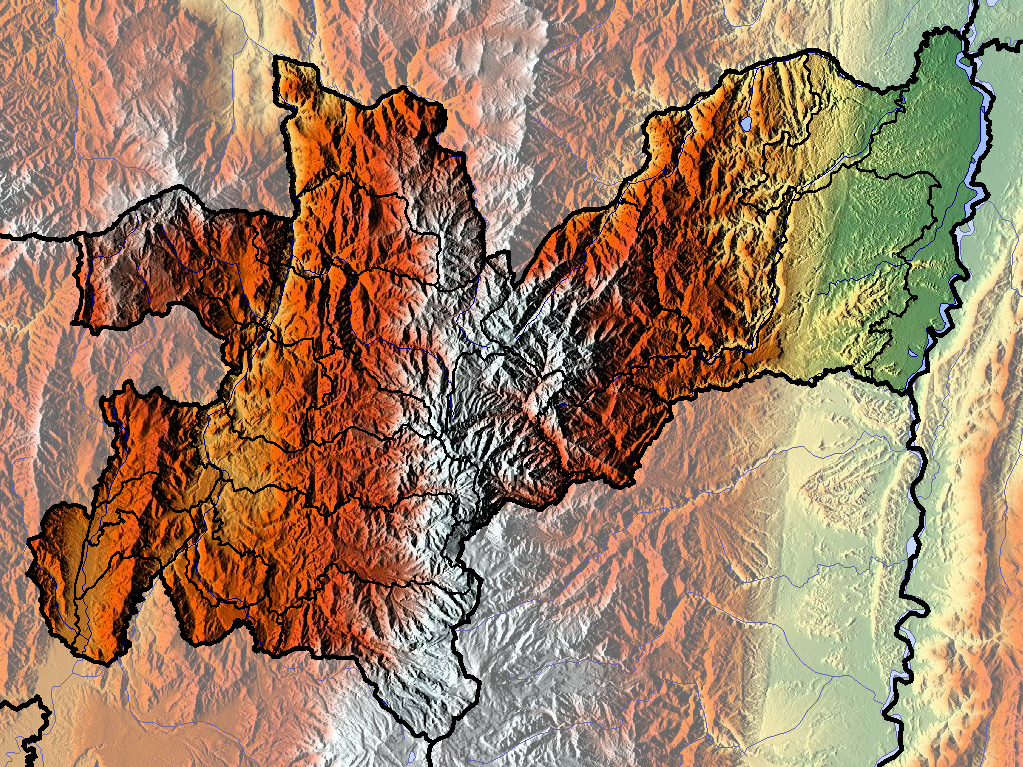
Carte topographique du Caldas.

Le département de Caldas est situé au centre de la Colombie. Il est bordé à l'est par les départements de Boyacá et Cundinamarca, au sud-est par celui de Tolima, au sud-ouest par le département de Risaralda et au nord par celui d'Antioquia.
Le relief est caractérisé par la cordillère Centrale, qui traverse le département du nord au sud. À l'est se trouve la vallée du río Magdalena tandis qu'à l'ouest se trouve celle du río Cauca, au-delà duquel s'élève la cordillère Occidentale.

### Découpage administratif

Municipalités de Caldas.

Le département de Caldas est découpé en 27 municipalités. Manizales en est la capitale.
| Municipalité | Superficie (km2) | Population (2005) | Densité (hab./km2) |
| ------------ | ---------------- | ----------------- | ------------------ |
| Aguadas      | 482,7            | 22 307            | 46,2               |
| Anserma      | 206,4            | 33 674            | 163,1              |
| Aranzazu     | 151,5            | 12 181            | 80,4               |
| Belalcázar   | 114,5            | 11 327            | 98,9               |
| Chinchiná    | 112,4            | 51 301            | 456,4              |
| Filadelfia   | 191,41           | 12 235            | 63,9               |
| La Dorada    | 500,8            | 70 486            | 140,7              |
| La Merced    | 364              | 6 324             | 17,4               |
| Manizales    | 571,84           | 368 433           | 644,3              |
| Manzanares   | 244,7            | 18 143            | 74,1               |
| Marmato      | 41               | 8 175             | 199,4              |
| Marquetalia  | 163              | 8 175             | 50,2               |
| Marulanda    | 417              | 2 702             | 6,5                |
| Neira        | 350,56           | 27 250            | 77,7               |
| Norcasia     | 223              | 6 523             | 29,3               |
| Pácora       | 265,9            | 6 523             | 24,5               |
| Palestina    | 116,85           | 17 310            | 148,1              |
| Pensilvania  | 513              | 23 575            | 46                 |
| Riosucio     | 429,1            | 35 843            | 83,5               |
| Risaralda    | 108              | 35 843            | 331,9              |
| Salamina     | 403,54           | 18 281            | 45,3               |
| Samaná       | 809              | 18 295            | 22,6               |
| San José     | 53,6             | 5 951             | 111                |
| Supía        | 122              | 24 072            | 197,3              |
| Victoria     | 507              | 8 756             | 17,3               |
| Villamaría   | 461              | 45 038            | 97,7               |
| Viterbo      | 110,9            | 11 805            | 106,4              |

## Démographie
| 1985    | 1990    | 1995    | 2000    | 2005    |
| ------- | ------- | ------- | ------- | ------- |
| 867 322 | 916 220 | 948 975 | 959 981 | 968 740 |

Selon le recensement de 2005, 4,3 % de la population de Caldas se reconnait comme étant "indigène", c'est-à-dire descendant d'ethnies amérindiennes, et 2,5 % se définissent comme afro-colombiens.